# Negrilești (okręg Bistrița-Năsăud)
Negrilești – wieś w Rumunii, w okręgu Bistrița-Năsăud, w gminie Negrilești. W 2011 roku liczyła 1235 mieszkańców.